# Хришћанска адвентистичка црква Добој
Хришћанска адвентистичка црква у Добоју је једина адвентистичка црква на подручју Града Добоја.

## Историјат вјерске заједнице и богомоље[1]
Ова мала вјерска заједница смјештена је у кући, која је изграђена педестих година прошлог вијека. Прочеље здања карактерише велики крст који чини саставни дио грађевине, а плоча са називом вјерске заједнице омогућава да без двоумљења, намјерника доведе на праву адресу. Основ учења Адвентиста је директо обраћање Богу и непризнавање светаца.